# Mischocyttarus mimicus
Mischocyttarus mimicus är en getingart som beskrevs av Zikan 1935. Mischocyttarus mimicus ingår i släktet Mischocyttarus och familjen getingar. Inga underarter finns listade i Catalogue of Life.